# Borje (Bośnia i Hercegowina)
Borje (cyr. Борје) – wieś w Bośni i Hercegowinie, w Republice Serbskiej, w gminie Foča. W 2013 roku liczyła 63 mieszkańców.